# 茄子河镇
茄子河镇，是中华人民共和国黑龙江省七台河市茄子河区下辖的一个乡镇级行政单位。

## 行政区划
茄子河镇下辖以下地区：
新富村、茄子河村、东胜村、太阳村、正阳村、东风村、中河村、万龙村、富强村、兴龙村、双阳村和东河村。